# Helen Planitia
Helen Planitia is een laagvlakte op de planeet Venus. Helen Planitia werd in 1982 genoemd naar Helena, een figuur uit de Griekse mythologie.
De laagvlakte heeft een diameter van 4360 kilometer en bevindt zich in het gelijknamig quadrangle Helen Planitia (V-52) en de quadrangles Imdr Regio (V-51), Barrymore (V-59) en Godiva (V-60).